# Citronečník trojlistý
Citronečník trojlistý (Poncirus trifoliata), známý též pod převzatým názvem trifoliáta, je trnitý keř z čeledi routovitých a blízký příbuzný citrusů. Je jediným zástupcem svého rodu.

## Nomenklatura
Poncirus trifoliata (L.) Raf.,  1838

Poncirus trifoliatus (L.) Raf., 1838 (gramatická varianta, uváděná v databázi IPNI)
Basionym
Citrus trifoliata L.,  1763
Nomenklatorická synonyma
≡Pseudaegle trifoliata (L.) Makino,  1902
Taxonomická synonyma
=Citrus trifolia Thunb.,  1784
=Limonia triacantha DC.,  1824
=Aegle sepiaria DC.,  1824 (nom. illeg.)
=Pseudaegle sepiaria (DC.) Miq.,  1865 (nom. illeg.)
=Citrus triptera Carrière,  1869 non Desf.,  1829
Řada autorů uvádí jako synonymum citronečníku trojlistého ještě druh Limonia trifolia Burm.f.,  1768 (syn. Triphasia trifolia Burm.f. P.Wilson,  1909). Vzhledem k tomu, že uvedený druh byl popsán jako neopadavý keř, rostoucí divoce v Indonésii a na Filipínách, jde zcela zřejmě o omyl. Podobně je zpochybňována i synonymita druhů Triphasia aurantiola Lour.  1790 a Limonia trifoliata L.,  1771 s citronečníkem.

## Původ
Pochází z Koreje a severní až střední Číny. Jedná se o jedinou s citrusy spřízněnou rostlinu, kterou lze pěstovat i ve volné přírodě v Česku.

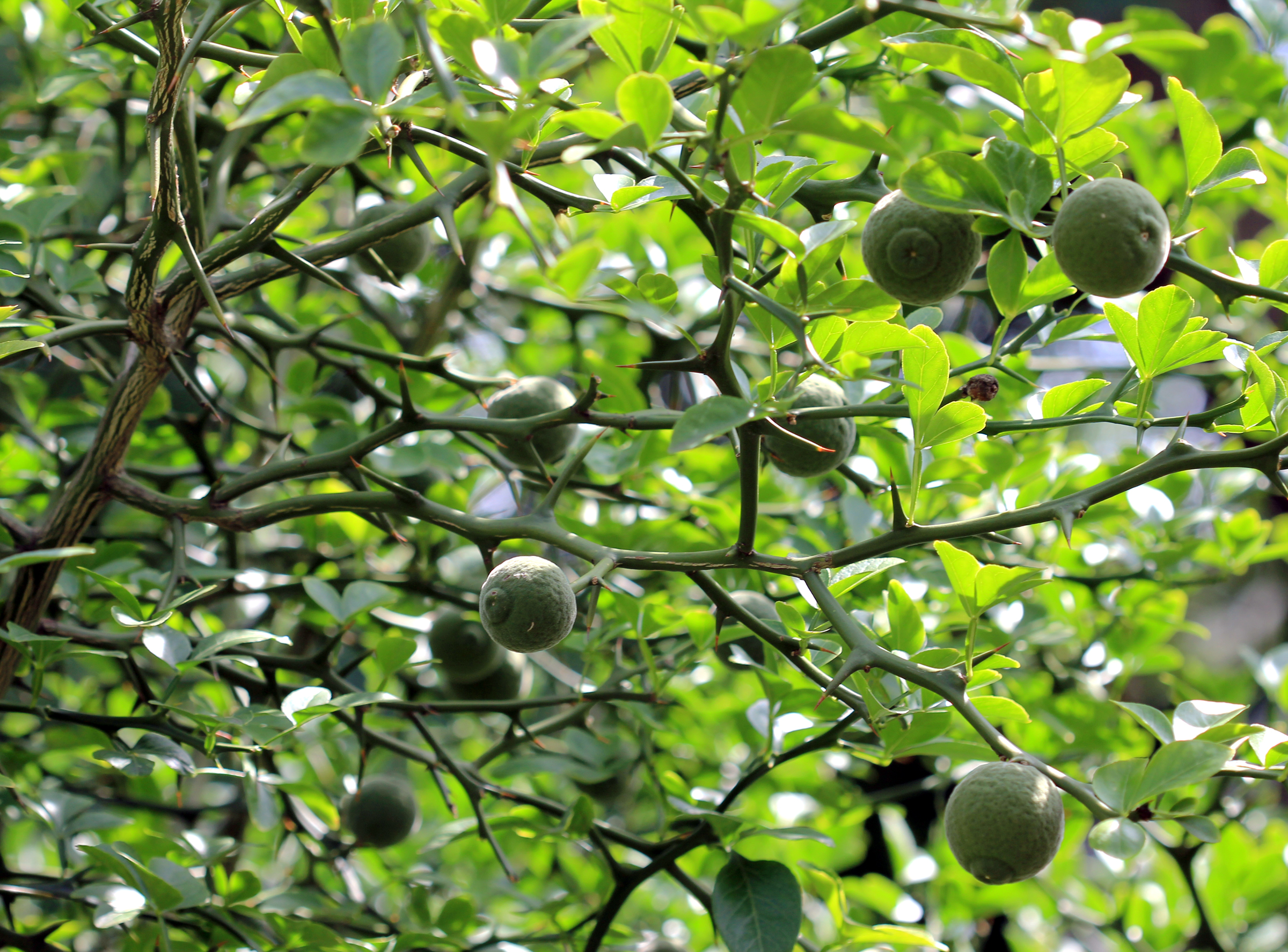
Plody citronečníku v Pražské botanické zahradě Na Slupi

## Popis
Keř je opadavý, obvykle značně trnitý, ale byly vyšlechtěny i beztrnné formy. Listy jsou typicky trojčetné, výjimečně pětičetné, střídavě uspořádané. Prostřední list bývá 3–5 cm dlouhý, krajní pak měří 2–3 cm. Rozemnuté listy vydávají typickou citrusovou vůni. Řapík je úzce křídlatý. Hrozivě vypadající trny dosahují délky až 5 cm. Pětičetné bílé květy jsou podobné citrusům, ale větší, asi 3–5 cm v průměru. Na rostlině se objevují v dubnu, ještě před vyrašením prvních listů. Vůně je oproti pravým citrusům poměrně nevýrazná. Plody jsou kulaté, 3–5 cm v průměru a slabě plstnaté. V mládí jsou zelené, v době zralosti získají sytý žlutý odstín. Chuť je kvůli značnému obsahu pryskyřic trpká až hořká, navíc většinu plodu zabírají polyembryonická semena.
Citronečník se nedožívá příliš vysokého věku; ve středoevropských podmínkách výjimečně 25 let.

## Stanoviště
Citronečník je mrazuvzdorný, vydrží pokles teplot až k hranici -25 °C a i v případě namrznutí úspěšně regeneruje. Podmínkou pro úspěšné přečkání zimy je však vyzrání letorostů, a proto se jeho pěstování daří jen v nejteplejších oblastech republiky, kde je vegetační období dostatečně dlouhé. To však platí jen pro starší rostliny. Mladší jsou výrazně choulostivější a na zimu je nutné je chránit; doporučuje se proto semenáčky první zimu ponechávat ve skleníku. Citronečník je citlivý na obsah vápníku a solí, zejména chloridů. Jinak snáší jak lehké písčité, středně těžké i velmi těžké jílovité půdy, s dostatkem vlhkosti, pokud však nejsou příliš zamokřené; roste jak v kysele tak zásaditě reagujících půdách.

## Použití
Citronečník se uplatňuje především jako vynikající mrazuvzdorná podnož pro všechny druhy citrusů. Roubovancům propůjčuje částečně zakrslý růst a zvyšuje jejich odolnost proti nízkým teplotám (přibližně o 3 °C). Kuriozitou je, že se v tomto případě roubuje stálezelená dřevina na opadavou podnož, přičemž srůstnost je velmi dobrá. Citronečník se též používá při šlechtění citrusů, jeho kříženci s citrusy jsou taktéž vynikající podnoží.
Nejčastěji se vyskytují kříženci trifoliáty:
| Poncirus trifoliata x Citrus sinensis               | Citranž (citranže)       |
| Poncirus trifoliata x Citrus paradisi               | Citrumelo (citrumela)    |
| Poncirus trifoliata x Fortunela japonica            | Citrumkvat (citrumkvaty) |
| Poncirus trifoliata "Flying Dragon" x Citrus unshiu | Citsuma (de Prague)      |

V zahradnictví se pěstuje jako okrasná solitéra a to jak pro výrazné květy na brzkém jaře, tak pro zajímavě vyhlížející a dlouho neopadávající žluté plody. V teplejších krajinách se někdy používá k vytváření živých plotů, které jsou vzhledem k nebezpečně vyhlížejícím trnům zcela neprostupné, i když nejsou příliš husté.
Přes trpkou až hořkou a svíravou chuť dužiny mohou plody sloužit k přípravě marmelády. Čerstvé plody obsahují málo šťávy, ale z déle skladovaných lze připravit tonizující nápoj, obsahující i značné množství vitamínu C. Ve východních kuchyních se používají mladé lístky k ochucování jídel.
Zejména ve východním léčitelství byl používán sušený plod jako močopudný prostředek (diuretikum), projímadlo (laxativum), pročišťující prostředek, při zažívacích potížích (např. dyspepsii), proti nadýmání (karminativum), jako prostředek potlačující zvracení (antiemetikum), pro uvolňování křečí (antispastikum), proti bolestem zubů a ke stahování cév. Odvar z kůry se používal jako prostředek pro odkašlávání (expektorans) a ke snižování horečky (antipyretikum). Všeobecně obsahové látky citronečníku zvyšují krevní tlak a mají mírně povzbuzující účinky na organismus.

## Obsahové látky
Plody obsahují celou řadu účinných látek patřících mezi flavonoidy, kumariny, monoterpeny a alkaloidy, zejména:
- neoeriocitrin
- narirutin
- naringin
- hesperidin
- neohesperidin
- neoponcirin
- poncirin
- naringenin
- hesperetin
- sinensetin
- nobiletin
- heptamethoxyflavon
- 5-O-demethylnobiletin
- tangeretin
- synefrin
- octopamin
- N-methyltyramin
- hordenin
- tyramin

## Původ jména
Latinský druhový název je odvozen od slov tres (tři), resp ve složeninách tri- a folium (list), tedy „trojlistý“.